# Avelignese
Avelignesen är en hästras som härstammar från Italien. Avelignesen är Italiens svar på den österrikiska hästrasen Haflinger. Den är lite tyngre men de båda raserna har samma förfader och alltid samma gyllenbruna fuxfärg med lingul man och svans som kallas Flaxfux. Vanliga Haflingerhästar kallas även Avelignese i Italien ibland och korsade Avelignesehästar har även sålts som oregistrerade Haflingerhästar. Avelignesen är dock en egen ras och får inte användas i Haflingeraveln. Avelignesen är en utmärkt drag- och körhäst. 

## Historia
Avelignesen har ungefär samma historia som Haflingern som grundades nästan helt på en enda hingst, det arabiska fullblodet El Badavi XXII. El Badavi importerades från Arabien av en österrikisk kommission under 1800-talet och blev en mycket eftertraktad avelshingst på huvudstuteriet i Tyrolen. 
Italienska uppfödare importerade ättlingar till denna hingst under slutet av 1800-talet och avlade dessa tillsammans med lite lättare inhemska ston av kallblodsrasen Italienskt kallblod. Resultatet blev en smidig, lite tyngre version av Haflingern med nästan samma utseende. De tyngre Avelignesehästarna var bättre lämpade för arbete i bergen där de Italienska kallbloden fortfarande var för kraftiga och stora för att kunna komma fram. 
År 1910 föll Sydtyrolen och huvudstuteriet för Haflingern till Italien innan aveln flyttades till Österrike. Men nu stod hingstarna i Österrike och stona i Italien. Det är ganska okänt om Haflinger-hästar och Avelignesehästarna korsades men detta är mycket troligt, vilket gör att Avelignese och Haflinger ofta kan räknas som samma ras även om Avelignesen är ensam om att ha korsats med det italienska kallblodet. Än idag säljs ofta Avelignesehästar som kraftigare, oregistrerade Haflingerhästar då dessa är mer värda. Avelignesen avlas nu framför allt i Bolzano, men även i området runt Toscana och Venetien, och är en av de vanligast förekommande raserna i Italien.

## Egenskaper
Avelignesen har visat sig vara till stor nytta i de områden runt Alperna där de större italienska kallbloden inte kan komma fram. De är starka och har en exteriör som är perfekt för att dra vagn eller tunga lass. Avelignesen är ganska liten med en mankhöjd på under 150 cm, vilket gör att den ofta klassas som ponny, men i själva verket räknas Avelignesen mest som en kallblodshäst. Avelignesen har samma karaktäristiska flaxfärg som Haflingern, en gyllenbrun fuxfärg med ljus man och svans. Avelignesen är ganska robust med muskulös och kraftig exteriör, kraftiga ben med bra benstomme och ibland med lite hovskägg, dock ganska minimalt. Nacken är kort och kraftigt musklad och huvudet har en bred panna, rak nosprofil och en välformad mule. Men Avelignesen är väldigt lugn och tålmodig, samt väldigt flexibel och används även som ridhäst, både för vuxna och barn.  
Avelignesehästarna kan även vara renrasiga Halfingerhästar som avlats i Italien men skillnaden mellan de Österrikiska Haflingerhästarna och de italienska Aveligneserna är att Haflingern ibland brännmärks med en Edelweissblomma med ett H i mitten medan de italienska aldrig brännmärks. Avelignesen kan få kontrollnummer inbrända men inte mer än så. 